# Poplatek za rezervovaný příkon
Poplatek za rezervovaný příkon (také poplatek za jistič) je součástí ceny elektrické energie, která se zúčtovává za měsíční rezervaci určitého množství energie pro každé OPM. Jedná se o regulovanou složku platby za energii. Výše poplatku nezávisí na množství odebrané energie, ale na charakteristikách jističe. Kromě pravidelného poplatku za rezervovaný příkon, který je součástí účtů za energie odběratelů, se platí také jednorázový připojovací poplatek za rezervovaný příkon při zřizování nového odběrného místa.
Jistič pro rezervovaný příkon nesmí být příliš slabý, aby nedocházelo k vypínání proudu při běžném provozu domácnosti, ani zbytečně silný (zbytečně vysoký poplatek). V případě, že se na odběrném místě používají spotřebiče vyžadující větší jištění, roste totiž i výše poplatku. Poplatek za rezervovaný příkon je inkasován distributorem elektřiny, činí kolem 7 % celkové ceny 1 kWh elektrické energie a slouží k provozování rozvodné sítě (tj. dráty elektrického vedení, transformační stanice atp.).